# Julia Bell
Pour les articles homonymes, voir Bell.
Julia Bell, née à Nottingham le 28 janvier 1879 et morte le 26 avril 1979 à Londres est une généticienne et médecin britannique.

## Biographie

### Formation
Julia Bell naît à Sherwood, un quartier de Nottingham, fille de James Bell, imprimeur et de Katherine Thomas Heap. Elle fait ses études secondaires à l'école de filles de Nottingham et s'inscrit en mathématiques à Girton College en 1898. Elle est malade et ne peut se présenter aux examens finaux, ce qui conduit l'université à lui délivrer un « aegrotat », certificat indiquant qu'elle a été empêchée de passer les examens. Elle poursuit des études en préparant un master d'astronomie à l'Observatoire de Cambridge. Comme l'université de Cambridge ne délivre pas de diplômes aux femmes, elle obtient en 1907 une maîtrise ad eundem au Trinity College de Dublin pour son travail sur la parallaxe solaire.

### Carrière professionnelle et activités scientifiques
En 1908, elle obtient un poste d'assistante en statistique de Karl Pearson, à l'University College de Londres. Karl Pearson est professeur de mathématiques appliquées et directeur du Galton Laboratory for National Eugenics, l'un des fondateurs de la statistique moderne. 
Julia Bell est engagée en tant que membre du personnel permanent du Conseil de la recherche médicale (MRC), au laboratoire Galton. Elle a fait un travail de pionnier en documentant la nature héréditaire d'un certain nombre de maladies. Elle participe notamment à la rédaction du Treasury of Human Inheritance, publiée entre 1909 et 1958, par le laboratoire Galton, et dans lequel elle a la responsabilité des volumes 2, 4 et 5. « La combinaison de la formation mathématique, des connaissances génétiques et de l'expertise clinique de Bell a donné de nombreuses informations importantes sur l'héritage humain apparaissant pour la première fois dans le Treasury », relève Peter Harper, cet ouvrage « reste un précieux document scientifique et historique de la génétique d'un certain nombre de troubles héréditaires importants ». Son intérêt pour l'étude de l'hérédité la conduit à s'inscrire à la London School of Medicine for Women (Royal Free Hospital), où elle obtient son diplôme médical en 1922. Elle est élue membre du Royal College of Physicians en 1926, et membre d'honneur en 1938.
En 1937, Julia Bell publie un article avec J.B.S. Haldane sur la liaison génétique entre les gènes du daltonisme et de l'hémophilie sur le chromosome X. Cette découverte est considérée comme une étape clé de la cartographie du génome humain.
Julia Bell prend sa retraite en 1944, et est nommée chercheuse associée honoraire, elle fait partie du staff du laboratoire jusqu'en 1965, et participe à l'édition du tome 5 du Treasury of Human Inheritance en 1958. Elle publie, en 1959, un article scientifique sur la rubéole pendant la grossesse dans le British Medical Journal. Elle entre en 1976 dans une maison de retraite à St George's Square, Westminster, où elle meurt à cent ans le 26 avril 1979.
Outre le syndrome de Martin-Bell depuis connu sous le nom de syndrome de l'X fragile, le nom de Julia Bell est associé à cinq formes de brachydactylie.

## Distinctions
- 1938 : membre d'honneur du Royal College of Physicians[4]
- 1941 : Weldon Memorial Prize (en) et médaille de biométrie, Université d'Oxford[4]